# Велико Кореново
Велико Кореново је насељено место у саставу града Бјеловара, у Бјеловарско-билогорској жупанији, Република Хрватска.

## Становништво
На попису становништва 2011. године, Велико Кореново је имало 534 становника.

## Попис 1991.
На попису становништва 1991. године, насељено место Велико Кореново је имало 582 становника, следећег националног састава:
| Попис 1991.‍  | Попис 1991.‍  | Попис 1991.‍ | Попис 1991.‍ | Попис 1991.‍ |
| ------------ | ------------ | ----------- | ----------- | ----------- |
|              |              |             |             |             |
| Хрвати       | Хрвати       |             | 379         | 65,12%      |
| Срби         | Срби         |             | 132         | 22,68%      |
| Југословени  | Југословени  |             | 24          | 4,12%       |
| Албанци      | Албанци      |             | 20          | 3,43%       |
| Мађари       | Мађари       |             | 6           | 1,03%       |
| Словенци     | Словенци     |             | 1           | 0,17%       |
| неопредељени | неопредељени |             | 16          | 2,74%       |
| непознато    | непознато    |             | 4           | 0,68%       |
| укупно: 582  |              |             |             |             |